# チョン・ユギョン
チョン・ユギョン（1991年 - ）は、日本の現代アーティスト。在日コリアン3世。

## 経歴
兵庫県神戸市に生まれる。朝鮮大学校美術科を卒業。

## 展覧会
- チョン・ユギョン「大村焼」[3]
- LOOKING FOR ANOTHER FAMILY 2020 Asia Project（MMCA 国立現代美術館 / ソウル / 2020）
- VOCA展2019 現代美術の展望ー新しい平面の作家たち（上野の森美術館 / 東京 / 2019）
- パレードへようこそ（OTA FINE ARTS / 東京 / 2019）[4]

## 受賞
- VOCA展2019 現代美術の展望ー新しい平面の作家たち　奨励賞